# Zhang Guozheng
Dans ce nom chinois, le nom de famille, Zhang, précède le nom personnel.
Zhang Guozheng, né le 14 septembre 1974 à Shunchang, Nanping, Fujian, est un haltérophile chinois. Il est champion du monde, champion olympique et détenteur d'un record du monde. En janvier 1999, Zhang Guozheng est nommé membre de l'équipe nationale masculine d'haltérophilie. Il se classe quatrième aux Jeux Olympiques de Sydney en 2000 dans la catégorie des moins de 69 kg. Le 3 octobre 2002, aux Jeux asiatiques de Busan, Zhang Guozheng remporte l'or dans la catégorie des moins de 69 kg avec un score total de 345 kilogrammes. En 2004, Zhang Guozeng remporte l'or aux Jeux olympiques d'Athènes dans la catégorie des moins de 69 kg. Le 3 décembre 2006, aux 15e Jeux asiatiques, Zhang Guozheng totalise 336 kg pour une médaille d'or avec un 152 kg à l'arraché et 184 kg à l'épaulé-jeté. Il prend sa retraite après 2008 et est aujourd'hui entraîneur en chef adjoint de l'équipe masculine d'haltérophilie.

## Biographie

### Jeunesse
Lorsque Zhang Guozheng a 11 ans, son frère Zhang Guoquan estime que Guozheng manque de discipline et qu'il a besoin de se consacrer à quelque chose. Il recommande donc l'haltérophilie à Guozheng. Il  commence sa carrière actuelle d'haltérophile en entrant à l'école de sport de Nanping en mars 1983. Le 1er mai 1985, à Jianyang, Zhang Guozheng   remporte la deuxième place à la compétition d'haltérophilie pour enfants du Fujian dans la catégorie des moins de 32 kg. En septembre 1987, Zhang Guozheng entre à l'école de sport de Jianyang sous la tutelle de l'entraîneur Xue Bi Lin. En juillet 1988, lors de la compétition nationale d'haltérophilie pour les jeunes, Zhang obtient la première place à l'arraché, à l'épaulé-jeté et au total dans la catégorie des moins de 40 kg. En conséquence, il est sélectionné par le professeur Peng Keguang de l'Institut d'éducation physique de Pékin (aujourd'hui l'Université des sports de Pékin ). En septembre 1988, Zhang Guozheng, âgé de 14 ans, arrive seul à Pékin pour apprendre l'haltérophilie. La compétition nationale d'haltérophilie se tient à Changsha à la fin de l'année 1998. Zhang Guozheng y remporte son premier championnat national dans sa carrière d'haltérophile. En janvier 1999, Zhang Guozheng est sélectionné par l'équipe nationale masculine d'haltérophilie.